# Саумалколь (озеро, Акмолинская область)
Саумалко́ль (каз. Саумалкөл) — бессточное солёное озеро в Коргалжынском районе Акмолинской области Казахстана. Расположено в Тенгиз-Кургальджинской впадине на высоте 316,2 м над уровнем моря. Площадь — 13,2 км², длина — 6,8 км, ширина — 2,3 км. Длина береговой линии — 20,7 км. Берега пологие, глинистые. Покрывается льдом в октябре—апреле.